# Ryūsai Shigeharu
Ryūsai Shigeharu est un nom japonais traditionnel ; le nom de famille (ou le nom d'école), Ryūsai, précède donc le prénom (ou le nom d'artiste).
Ryūsai Shigeharu (柳窗重春/柳斎重春), 1802 ou 1803 – 5 juillet 1853, est un artiste japonais d'estampes de l'ukiyo-e basé à Osaka, actif durant la première moitié du XIXe siècle. Membre de l'école Utagawa, il fait partie du groupe très restreint de peintres de kamigata-e (estampe de la région de Kamigata) en mesure de subvenir à leurs besoins uniquement comme artistes professionnels.

## Biographie
Shigeharu naît avec le nom Yamaguchi Yasuhide à Nagasaki dans la province de Hizen en 1803, (2e année de l'ère Kyōwa). Son père, Yamaguchi Zenzaemon (山口善右衛門) travaille dans le commerce d'argent Ōshima-ya (大島屋). Il s'installe dans le district Mitsudera-machi (三津寺町) d'Osaka vers 1820 pour étudier la fabrication des estampes avec son premier maître, Utagawa (Takigawa) Kunihiro (歌川国広) (fl. c.1815-1841). Son maître suivant est Yanagawa Shigenobu (柳川重信) (1787–1832), avec qui il collabore à plusieurs projets d'envergure. Certains ont suggéré que Shigeharu a également étudié auprès du maître Hokusai; Cependant, il n'y a pas de preuve définitive à l'appui de cette idée.
Comme il est habituel pour les artistes de l'ukiyo-e, Shigeharu emploie différents gō pendant toute sa carrière. Il publie sa première estampe en 1820 sous le nom Nagasaki Kunishige (長崎国重), reconnaissant à la fois son lieu de naissance et son premier professeur. Il adopte le nom Ryūsai Shigeharu, qui incorpore deux caractères (kanji) du nom de son second maître, au printemps 1825.
En conséquence des conflits politiques de l'époque, Shigeharu retourne à Nagasaki au début des années 1840. Il meurt le 5 mai 1852 âgé seulement de 51 ans. Sa fille, Yonejo, est une peintre dont les œuvres sont particulièrement recherchées par les collectionneurs étrangers. Il existe un différend relatif à l'activité de Shigeharu dans les dernières années de sa vie. Certains suggèrent qu'il peut être retourné à Osaka à la fin des années 1840 où il a continué à produire des impressions sous le nom Kunishige de 1849 jusqu'à sa mort. D'autres font valoir que le portrait en buste ōkubi-e signé de Kunishige et autres travaux portant la même signature et datant de c.1849 à 1851 sont probablement dus à d'autres artistes.
| Dates               | c.1802-1853 |
| Dates de carrière   | c.1820-1849 |
| Nom de naissance    | Yamaguchi Yasuhide [安秀] |
| Nom personnel       | Yamaguchi Jinjirō [山口甚治郎] |
| Gō                  | Nagasaki Kunishige [長崎国重] (1821), Kunishige [国重], Nagasaki Shigeharu [長崎重春] (1821), Baigansai Kunishige [梅丸斎国重] (1821), Takigawa Kunishige [滝川国重] (1825), Ryūsai Shigeharu [柳窗重春/柳斎重春] (1825), Gyokuryūtei [玉柳亭] (1830), Gyokuryūtei Shigeharu [玉柳亭重春] (c. 1830-32), Gokuryūsai Shigeharu [玉柳斎重春] |
| Noms professionnels | Yamaguchi Shigeharu [山口重春], Hōzan Shigeharu [烽山重春], Kiyoutei [崎陽亭], Nichika [日華] |
| Sceaux              | Ryū [柳], Yamaguchi-uji Shigeharu [山口氏重春], Haru [春] |
| Maîtres             | Utagawa Kunihiro, Yanagawa Shigenobu |
| Élèves              | Shigenao, Shigefusa, Shigeyasu, Shigetoyo, Shigeyoshi, Shigehiro, Shigemasa |

## Œuvres

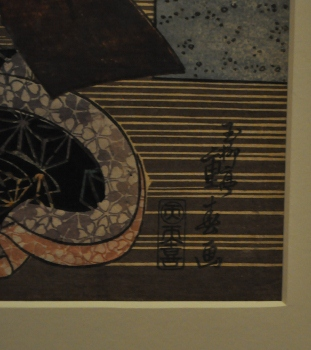
signature & sceau

Au cours de l'ère Bunsei (文政) (4/1818-12/1830), Shigeharu commence à travailler sur plusieurs supports, dont des impressions sur feuille unique, des illustrations de livres, des affiches de théâtre et des peintures. Sa production artistique est généralement datée de la période c.1820-1849, avec les années 1829 à 1831 marquant l'apogée de son travail dans le dessin d'estampe sur feuille unique ichimai-e (一枚絵). Il existe plusieurs périodes en blanc dans sa carrière dont aucune ou très peu de gravures sont connues, notamment la mi-1822 jusqu'à la mi-1825 et 1838.
À partir de 1831, Shigeharu fournit des illustrations pour un certain nombre de livres dont « Les Trois Royaumes des usages des acteurs » Yakusha fūzoku sangokushi (役者風俗三国志). Le travail qu'il fait avec son maître Shigenobu sur un livre de modèles à la mode pour les vêtements de courtisanes Ryūko moyō chakui tayū no zu (竜虎紋様着衣太夫の) lui vaut une réputation particulière. Il collabore également sur des illustrations pour livres avec les artistes Gion Seitoku (祇園井特) et Mihata Jōryū (三畠上龍). Il travaille souvent en association avec les maisons d'édition tenki (天喜) ou Tenmaya Kihei (天満屋喜兵衛). Opérant sous le nom commercial Kinkadō (金華堂), Tenki est actif de 1816 jusqu'aux années 1850.

## Renommée
Les estimations contemporaines du travail de Shigeharu ont tendance à être favorables. Selon un recueil des potins d'Osaka publié en 1835, Shigeharu était « bon en tout ». Un manuscrit de biographies d'artistes du milieu des années 1840 le caractérise comme « meilleur que le reste » et note son statut professionnel. Les critiques modernes, cependant, sont moins positives, le décrivant comme « un artiste indifférent ». Ce nonobstant, Shigeharu était, sinon le seul artiste professionnel de l'ukiyo-e à Osaka à la fin du XIXe siècle, l'un des très rares sur une scène dominée par les amateurs.

## Collections

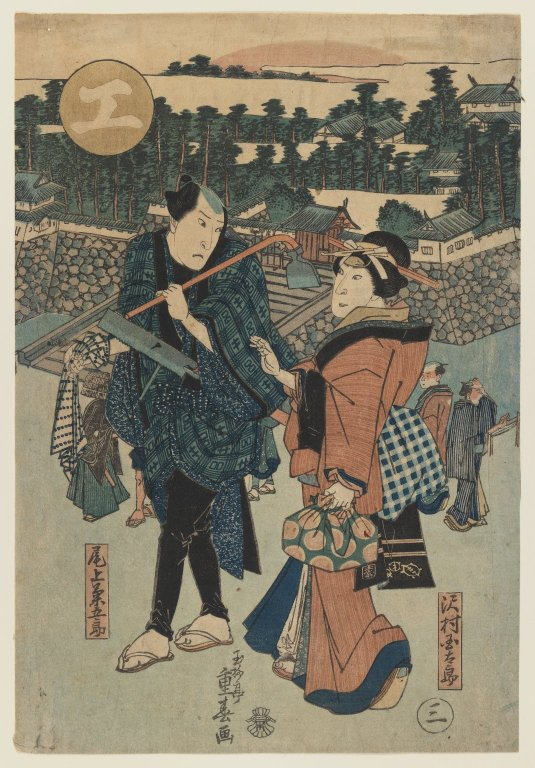
Onoe Kikugorō & Sawamura Kintarō

Les œuvres de Ryūsai Shigeharu se trouvent dans de nombreuses collections, dont celles des institutions suivantes :
- Musée royal de l'Ontario
- « MFA Boston »
- « The Pushkin »
- « The British Museum »
- « The Walters Art Museum »
- « Rijksmuseum »